# Saint-Médard, Charente

Saint-Médard este o comună în departamentul Charente, Franța. În 1 ianuarie 2022 avea o populație de 306 de locuitori.